# Olaszfa
Olaszfa község Vas vármegyében, a Vasvári járásban a Kemenesháton.

## Fekvése
Vas vármegye déli széle közelében fekszik, néhány kilométerre Zala vármegye határától. Közigazgatási területének szélén elhalad a 7383-as út, de belterületi részeit tekintve Olaszfa zsáktelepülés, mivel közúton csak azon a 73 252-es számú mellékúton érhető el, amely Pácsony és Oszkó között ágazik ki ebből az említett útból, keleti irányban.

## Története
A mai település 1941-ben jött létre két község, Kozmafa és Olaszka egyesítéséből, Kozmaolaszka néven. Mai nevét 1942-ben kapta.

## Közélete

### Polgármesterei
- 1990–1994: Maráczy János (FKgP-KDNP)[3]
- 1994–1998: Maráczy János (független)[4]
- 1998–2002: Landor Gyula (független)[5]
- 2002–2006: Landor Gyula (független)[6]
- 2006–2010: Landor Gyula (független)[7]
- 2010–2014: Landor Gyula (független)[8]
- 2014–2019: Landor Gyula (független)[9]
- 2019–2024: Fekete Róbert (független)[10]
- 2024– : Fekete Róbert (független)[1]

## A településen működő civil szervezetek
- Olaszfai Lovas Egyesület
- Olaszfa Községért Közalapítvány
- Olaszfai Polgárőr Egyesület
- Szívügyünk Olaszfa Egyesület

## Népesség
A település népességének változása:
| Lakosok száma | 383  | 372  | 370  | 359  | 392  | 389  | 385  |
|               | 2013 | 2014 | 2015 | 2021 | 2022 | 2023 | 2024 |

A 2011-es népszámlálás során a lakosok 95,7%-a magyarnak, 7,6% cigánynak, 0,5% németnek mondta magát (4% nem nyilatkozott; a kettős identitások miatt a végösszeg nagyobb lehet 100%-nál). A vallási megoszlás a következő volt: római katolikus 78,3%, református 7,6%, görögkatolikus 0,5%, felekezet nélküli 2% (9,8% nem nyilatkozott).
2022-ben a lakosság 94,1%-a vallotta magát magyarnak, 4,8% cigánynak, 1% németnek, 0,5% románnak, 0,3% szlovénnek, 0,3% lengyelnek, 3,3% egyéb, nem hazai nemzetiségűnek (4,8% nem nyilatkozott; a kettős identitások miatt a végösszeg nagyobb lehet 100%-nál). Vallásuk szerint 54,8% volt római katolikus, 4,6% református, 2,3% egyéb keresztény, 7,9% felekezeten kívüli (30,4% nem válaszolt).

## Látnivalók
- Szent Miklós-templom, a karzaton Bencz-orgona (1882)
- Kneipp Vizesház és gyógynövénykert